# Ricaud, Aude

Ricaud este o comună în departamentul Aude din sudul Franței. În 1 ianuarie 2022 avea o populație de 328 de locuitori.